# Франц Јонас
Франц Јонас (Беч, 4. октобар 1899 — Беч, 24. април 1974) био је председник Аустрије од 1965. до 1974. и градоначелник Беча од 1951. до 1965. године.
Рођен је 1899. године у Флоридсдорфу, који је данас северни део Беча. Његова породица потиче из Моравске. У Првом светском рату налазио се на Италијанском фронту, а потом и као добровољац у борби да Корушка припадне Аустрији.

## Политичка каријера
Од 1919—1922 радио је у графичкој професији и од тог доба припада Социјалдемократској партији Аустрије (СПО). Током тридесетих година двадесетог века припадао је аустријском покрету отпора против аустријског фашистичког режима. Након прогона социјалиста и забране њихових партијских организација сели се у Брно 1934. године. Од тада сарађује са Бруном Крајским. Током Другог светског рата радио је у фабрици локомотива у Флоридсдорфу.
После Другог светског рата Јонас је активно учествовао у обнављању Социјалдемократске партије Аустрије под именом које она има и данас. Биран је на важне функције у својој средини, па је тако 1951. изабран за градоначелника Беча.
Као председник СПО у Бечу и заменик председника савезне странке СПО (под вођством Адолфа Шерфа и Бруна Питермана) супротставио се Францу Олаху, популарном синдикалнм вођи и министру унутрашњих послова, који се залагао за малу коалицију СПО-ФПО, па је због тога искључен из странке.

## Председник Аустрије 1965—1974
На тој функцији је био до 1965. година када је изабран за председника Аустрије.
На председничким изборима 28. маја 1965. победио је као кандидат Социјалдемократске партије Аустрије (SPÖ) освојивши 50,69% гласова бирача, док је његов противкандидат Алфонс Гробах из Аустријске народне партије (ÖVP) освојио 49,31% гласова.
На председничким изборима 25. априла 1971. победио је као кандидат Социјалдемократске партије Аустрије (SPÖ) освојивши 52,80% гласова бирача, док је његов противкандидат Курт Валдхајм из Аустријске народне партије (ÖVP) освојио 47,20% гласова.

Преминуо је од рака 24. априла 1974. док је још био на функцији аустријског председника. Њему у част, главни трг у Флоридсдорфу носи назив Франц Јонас плац од 1975. године.